# 뉴스 845 후쿠오카
뉴스 845 후쿠오카(ニュース845福岡)은 NHK 후쿠오카 방송국에서 제작되어 방영되고 있는 저녁 로컬 뉴스 프로그램이다.

## 방송 소개
매주 월요일부터 금요일까지 저녁 8시 45분 방송되고 있는 NHK 종합 텔레비전에서 방영되고 있다. 저녁 로컬 뉴스 프로그램으로 후쿠오카현을 비롯한 규슈 지방의 뉴스를 전해주는 역할을 하고 있다.

## 방송 시간
- 월 ~ 금 저녁 8시 45분 ~ 9시(15분)